# DIVA華麗之後
《DIVA 華麗之後》為一套2012年的香港電影，由容祖兒、杜汶澤、胡歌及林欣彤領銜主演，導演麥曦茵，監製杜汶澤。上映20日後於香港錄得港幣四百萬元票房。

## 故事大綱
《DIVA 華麗之後》是一個關於都市女性追求事業與愛情的電影。在當下的大都會時代裡，情感枷鎖似乎一直都緊緊地套在絕大多數都市女性身上。事業與愛情，她們如何平衡？簡單的幸福與疲憊的奔勞，她們如何取捨？嚴靖怡（J）（容祖兒 飾）通過十年努力終於攀上樂壇天后之位，被經理人文健新（Man）（杜汶澤 飾）像扯綫布偶一樣地工作，逼迫她做很多她不想做的事情，同門師妹洪紅（Red）（林欣彤 飾）因工作的壓力面臨與男友樂（陳家樂飾）的感情紅燈，一次J往大陸工作認識了盲人按摩師胡明（胡歌飾）令她的生活開始改變...
娛樂圈生活璀璨絢麗，不少人渴望成為銀幕上一顆明亮的星，大眾對藝人的私生活充滿好奇心，他們的一舉一動分秒成為大眾窺探的對象。由容祖兒、林欣彤、杜汶澤領銜主演，麥曦茵執導的《DIVA華麗之後》探究一位萬人景仰的天后背後不為人知的生活，同時借初出道的女新人的故事，以及藝人與經理人之間的複雜關係，讓觀眾了解藝人風光背後，為成名付出多少代價。
故事由一件登台的名貴歌衫開始，樂壇金牌經理人Man(杜汶澤飾)為旗下歌手J嚴靖怡(容祖兒飾)的演唱會，以卑鄙手段從另一女歌手Fi(薛凱琪飾)手上搶走這件歌衫。貴為天后J，歌唱事業如日方中，多年來卻在Man的監督下犧牲了私人感情，直至在內地工作時遇上了盲人推拿師胡明(胡歌飾)。另一邊廂，熱愛唱歌的Red(林欣彤飾)被Man發掘出道，但隨著知名度愈來愈高，她與男友阿樂(陳家樂飾)的感情備受考驗，這時Man再次出招，逼Red與男友分手……
《DIVA華麗之後》可算是為Joey量身打造之作，劇本中女主角經歷過失聲、感情挫折，均與歌者有相似的地方，電影其中一幕她再穿上《Concert Number6》演唱過穿過價值不菲的潑水裝，不禁令觀眾聯想到J就是Joey本人。麥曦茵編而優則導，2011年憑《志明與春嬌》獲得香港電影金像獎最佳編劇，此作是她自《烈日當空》和《前度》後第三部長篇電影。

## 演員表
- 容祖兒 飾 嚴靖怡（J）
- 杜汶澤 飾 文健新（Man）
- 胡歌 飾 胡明
- 林欣彤 飾 洪紅（Red）
- 陳家樂 飾 樂
- 劉浩龍 飾 南
- 冼色麗 飾 曼莉
- 王敏奕 飾 Gennie

## 特別客串
- 薛凱琪 飾 Fi
- 蘇永康 飾 阿公
- 惠英紅 飾 旦姐
- 鄒凱光 飾 導演
- 顧婭棋 飾 文健新之秘書

## 電影歌曲
- 容祖兒 《歌姬》（主題曲，03年作品）
- 林欣彤 《Are You Okay》（插曲）
- 林欣彤 《如情歌》（插曲）
- 容祖兒、林欣彤 《追風箏的風箏》（宣傳曲）

## 獎項
| 獎項                       | 類別             | 名字                                                                 | 結果 |
| -------------------------- | ---------------- | -------------------------------------------------------------------- | ---- |
| 第49屆金馬獎               | 最佳男配角       | 杜汶澤                                                               | 提名 |
| 第19屆香港電影評論學會大獎 | 最佳男演員       | 杜汶澤                                                               | 獲獎 |
| 第7屆亞洲電影大獎          | 最佳男配角       | 杜汶澤                                                               | 提名 |
| 第32屆香港電影金像獎       | 最佳男配角       | 杜汶澤                                                               | 提名 |
| 第32屆香港電影金像獎       | 最佳原創電影音樂 | 林二汶、李端嫻                                                       | 提名 |
| 第32屆香港電影金像獎       | 最佳原創電影歌曲 | 追風箏的風箏 作曲：Davy Chan/C.Y.Kong 填詞：林夕 演唱：容祖兒/林欣彤 | 提名 |

## 評價
頭條日報的祁佳仕說：「導演透過三個女人，側寫了經理人的心態與生涯，放大了經理人與藝人彼此又愛又恨的關係，顯得獨到和一針見血。」
明報的石琪給予三星(最高五星)，他說：「麥曦茵的電影往往細節勝過整體，本片故事也拖來拖去，劇力不強，而且奇怪地沒有讓容祖兒正式大展歌舞，歌迷可能有些失望。」

## 票房
上映後20日截至9月4日，香港地區票房只有港幣四百萬元，成績不佳，女主角容祖兒未能一洗「票房毒藥」之名。容祖兒回應指該電影雖有口碑，但藝術色彩較濃，已經預計到票房不會太好，因此不介意票房數字，又指歌手拍戲要有好成績很難，更指明年有機會跟陳奕迅合作拍戲，笑言講到票房毒藥，陳奕迅認第二，自己不敢認第一，到時有可能負負得正。

## 外部連結
- 《DIVA華麗之後》的Facebook專頁
- Yahoo奇摩電影上《DIVA華麗之後》的資料（繁體中文）
- MSN娛樂上《DIVA華麗之後》的資料（繁體中文）

- 開眼電影網上《DIVA華麗之後》的資料（繁體中文）
- 豆瓣电影上《DIVA華麗之後》的資料 （简体中文）
- 时光网上《DIVA華麗之後》的資料（简体中文）
- 爛番茄上《DIVA華麗之後》的資料（英文）
- 香港影庫上《DIVA華麗之後》的資料（繁體中文）
- 互联网电影数据库（IMDb）上《DIVA華麗之後》的资料（英文）